# 塞尔焦·费里亚尼
塞尔焦·费里亚尼（義大利語：Sergio Ferriani，1925年11月30日—2001年11月30日），意大利男子篮球运动员。他曾代表意大利参加1948年和1952年夏季奥林匹克运动会篮球比赛，均获得第17名。